# Wassilkowo (Kaliningrad, Gurjewsk)
Wassilkowo (russisch Васильково, deutsch Neudamm (Dorf)) ist ein Ort in der russischen Oblast Kaliningrad und gehört zur kommunalen Verwaltungseinheit Munizipalkreis Gurjewsk im Rajon Gurjewsk.

## Geographische Lage
Wassilkowo liegt nordöstlich der Stadt Kaliningrad (Königsberg). Bis zum Zentrum der Oblasthauptstadt sind es sieben, bis zur Kreisstadt Gurjewsk (Neuhausen) vier Kilometer. Das Ortsgebiet erstreckt sich zwischen dem Leningrader Rajon Kaliningrads und der nordöstlichen Umfahrungsstraße der Stadt. Durch den Ort verläuft die Kaliningrader Ausfallstraße in Richtung Gurjewsk und Polessk (Labiau) (russische Fernstraße A 190). 
Bis 1945 war das damalige Neudamm Bahnstation an der Strecke von Königsberg (Preußen) über Prawten (russisch: Lomonossowo) und Possindern (Rischtschino) nach Tapiau (Gwardeisk) der Königsberger Kleinbahn.
Im Norden des Ortsgebietes liegt das „Fort 2a Barnekow“, eines der Fortifikationsbauten Königsbergs, benannt nach dem preußischen General der Infanterie Albert von Barnekow (1809–1895).

## Geschichte
Neudamm kam 1874 zum damals neu errichteten Amtsbezirk Bulitten im Landkreis Königsberg (Preußen). Am 30. September 1928 verlor der Ort seine Selbständigkeit und wurde mit dem Nachbarort Tropitten (russisch: Kumatschowo) nach Mandeln (nicht mehr existent) eingemeindet.
Nach 1945 kam Neudamm zur Sowjetunion. Der Ort wurde 1947 wieder eigenständig in Wassilkowo umbenannt und gleichzeitig in den Dorfsowjet Saosjorski selski Sowet im Rajon Gurjewsk eingeordnet. Im Jahr 1954 gelangte der Ort in den Bolscheissakowski selski Sowet. Von 2008 bis 2013 gehörte Wassilkowo zur Landgemeinde Bolscheissakowskoje selskoje posselenije, dann bis 2021 zum Stadtkreis Gurjewsk und seither zum Munizipalkreis Gurjewsk.

### Einwohnerentwicklung
| Jahr | Einwohner |
| ---- | --------- |
| 1910 | 92        |
| 2002 | 4.236     |
| 2010 | 4.527     |
| 2021 | 8.667     |

## Kirche
Bis 1945 war die überwiegend evangelische Bevölkerung Neudamms in das Kirchspiel Neuhausen (russisch: Gurjewsk, heute Rajonshauptstadt) eingepfarrt. Das gehörte zum Kirchenkreis Königsberg-Land II in der Kirchenprovinz Ostpreußen der Kirche der Altpreußischen Union. Letzter deutscher Geistlicher war Pfarrer Herbert Schott.
Heute sind die meisten Einwohner, soweit sie konfessionell gebunden sind, russisch-orthodox. Bezüglich der evangelisch-lutherischen Kirchenstrukturen liegt Wassilkowo im Einzugsgebiet der evangelisch-lutherischen Auferstehungskirche in Kaliningrad (Königsberg). Sie ist die Hauptkirche der in den 1990er Jahren entstandenen Propstei Kaliningrad der Evangelisch-lutherischen Kirche Europäisches Russland.

## Persönlichkeiten
- Karl Hentschel (1899–1956), deutscher General